# Oxoàcid
Un oxoàcid és un compost químic que conté oxigen, almenys un altre element i almenys un hidrogen lligat a l'oxigen, {\displaystyle {\ce {H-O-X}}}, i que produeix una base conjugada per la pèrdua d'ions d'hidrogen (hidrons) positius, {\displaystyle {\ce {H+}}}. Són exemples d'oxoàcids inorgànics l'àcid nítric {\displaystyle {\ce {HNO3}}}, l'àcid sulfúric {\displaystyle {\ce {H2SO4}}} i l'àcid fosfòric {\displaystyle {\ce {H3PO4}}}. Qualsevol àcid carboxílic {\displaystyle {\ce {RCOOH}}} és un exemple d'oxoàcid orgànic.

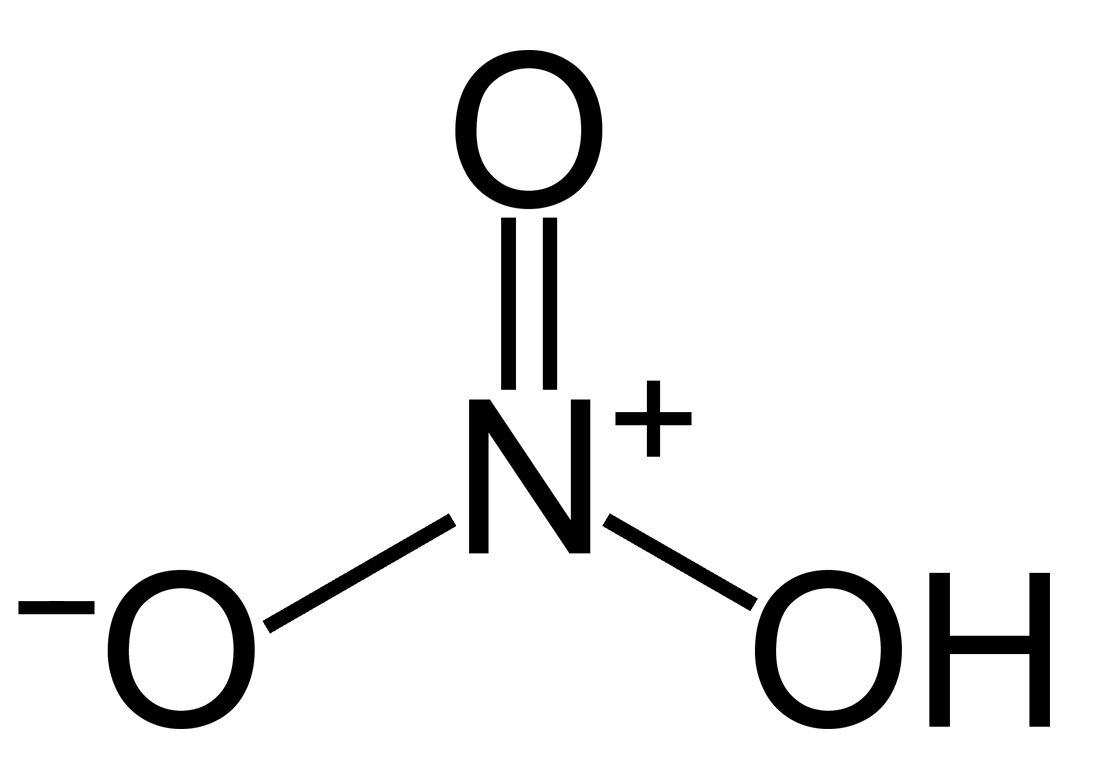
Estructura de l'àcid nítric
Estructura de l'àcid sulfúric
Estructura de l'àcid fosfòric
Estructura de l'àcid acètic

Els oxoàcids inorgànics presenten enllaços del tipus hidrogen-oxigen-heteroàtom amb una fórmula general {\displaystyle {\ce {H_{m}XO_{n}}}}. Si {\displaystyle {\ce {X}}} és un no-metall o un metal·loide, aquestes espècies acostumen a ser àcids de Brønsted. Amb molt poques excepcions, principalment els oxoàcids de fòsfor, l'hidrogen està enllaçat exclusivament amb l'oxigen i no amb l'heteroàtom.
La força àcida dels oxoàcids depèn de diversos factors. Si té més d'un hidrogen ionitzable, les constants d'acidesa segueixen l'ordre Ka1 > Ka2 > Ka3. Com a regla general, les successives constants d'acidesa estan separades per uns cinc ordres de magnitud, per exemple per a l'àcid fosfòric {\displaystyle {\ce {H3PO4}}}: pKa1 = 2,1, pKa2 = 7,2 i pKa3 = 12,4. Les reaccions són:
{\displaystyle {\ce {H3PO4 + H2O <=>[K_{a1}] H2PO4- + H3O+}}}{\displaystyle {\ce {H2PO4- + H2O <=>[K_{a2}] HPO4^2- + H3O+}}}{\displaystyle {\ce {HPO4^2- + H2O <=>[K_{a3}] PO4^3- + H3O+}}}
Per altra banda, l'acidesa és més gran com més electronegatiu és l'heteroàtom. Per exemple el valor de Ka augmenta segons la sèrie {\displaystyle {\ce {H3PO4 < H2SO4 < HClO4}}}, ja que les electronegativitats d'aquests heteroàtoms d'un mateix període de la taula periòdica varien igual: 2,1 < 2,5 < 3,0. També l'acidesa augmenta en la sèrie d'oxoàcids d'elements del mateix grup de la taula periòdica, com ara els halògens. Així hom troba l'ordre {\displaystyle {\ce {HIO3 < HBrO3 < HClO3}}} perquè les electronegativitats augmenten: 2,5 < 2,8 < 3,0. A més, l'acidesa s'incrementa per l'addició de grups atraients d'electrons, com {\displaystyle {\ce {-F}}} o {\displaystyle {\ce {-CF3}}}, sobre l'heteroàtom, per exemple {\displaystyle {\ce {H2SO4 < HSO3F}}}. Finalment l'acidesa augmenta en augmentar el nombre d'àtoms d'oxigen que conté l'oxoàcid. Per exemple, per als oxoàcids del clor, Ka augmenta en el sentit {\displaystyle {\ce {HClO < HClO2 < HClO3 < HClO4}}}. De nou aquí la diferència entre les successives constants d'acidesa és d'aproximadament cinc ordres de magnitud.

## Ús industrial

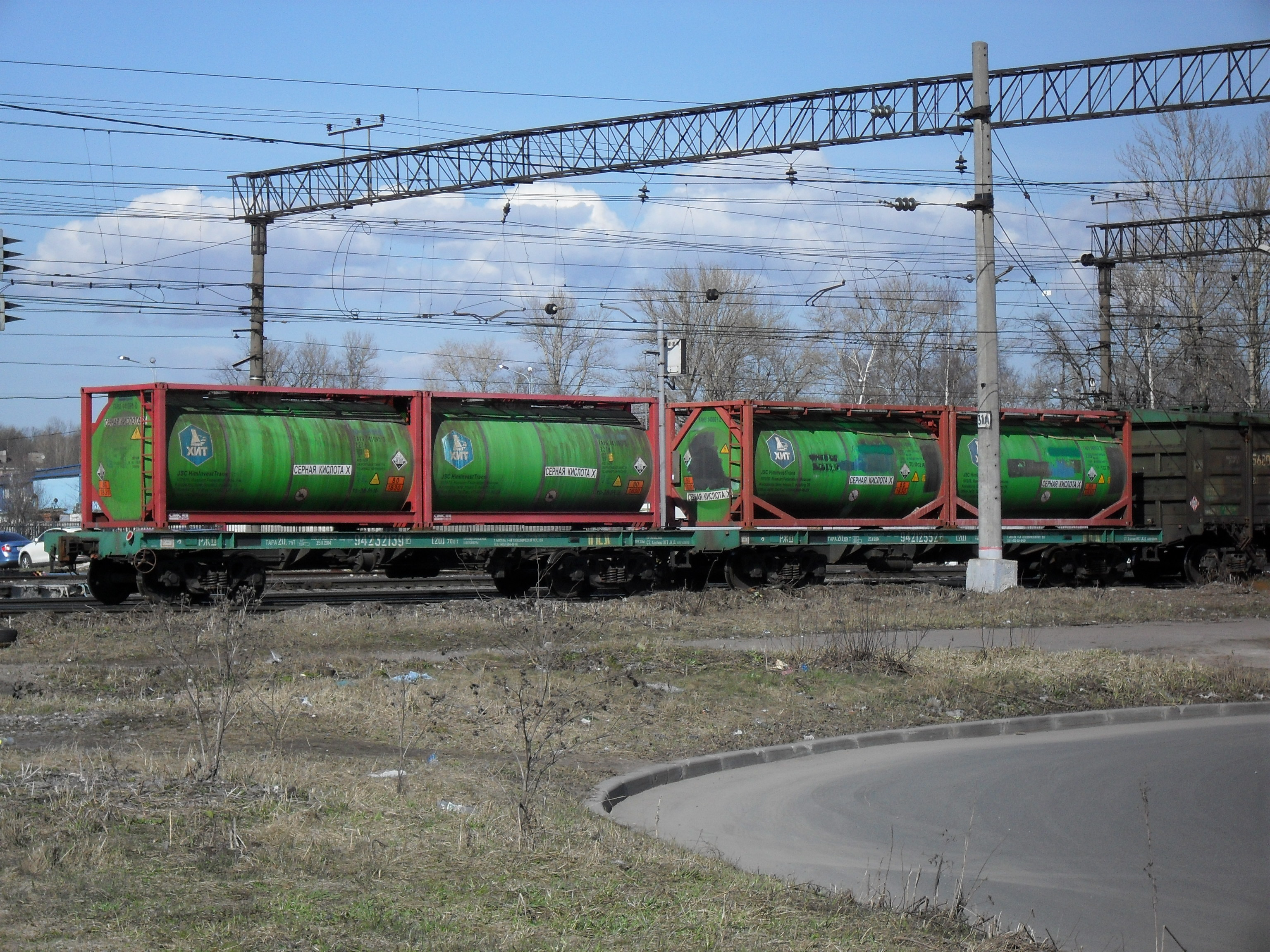
Transport per tren d'àcid sulfúric

Els oxoàcids més importants des del punt de vista industrial són l'àcid sulfúric i l'àcid nítric. L'àcid sulfúric és un dels productes químics industrials de major volum produïts al món. La producció de fertilitzants, especialment els fertilitzants a partir d'àcid fosfòric de procés humit, és el principal mercat d'ús final de l'àcid sulfúric, que representa més del 60% del consum mundial total el 2017. La Xina és el principal mercat, que representà més del 37% del consum el 2017, seguit d'Amèrica del Nord amb prop d'un 16%. Se'n produeixen aproximadament 165 milions de tones anuals a tot el món. El mercat més gran d'àcid nítric és la producció de nitrat d'amoni {\displaystyle {\ce {NH4NO3}}} i nitrat d'amoni i calci {\displaystyle {\ce {CaNH4(NO3)3}}}, que representà gairebé el 77% del consum mundial d'àcid nítric el 2016. L'ús final principal del nitrat d'amoni per a fertilitzants està en davallada a causa de les preocupacions sobre la contaminació per nitrats i problemes de seguretat, ja que pot emprar-se com explosiu. La producció el 2016 fou de 62,2 milions de tones.